# Paolo Carta (album)
Paolo Carta è il secondo ed ultimo album ufficiale di inediti dell'omonimo cantante, pubblicato a febbraio 1997.

## Descrizione
L'album viene pubblicato in contemporanea alla partecipazione di Paolo Carta al Festival di Sanremo 1997 nella categoria Nuove Proposte con la canzone Non si può dire mai... mai.
L'album viene pubblicato in due formati, CD e musicassetta, contiene 11 tracce inedite da cui vengono estratti due singoli: Non si può dire mai...mai! e Un pensiero che non si può ballare

## Tracce
CD - 099748721822 Epic Records/Sony Music Entertainment
1. Non si può dire mai... mai – 3:56 (Paolo Carta, Gatto Panceri, Nicola Costa)
2. Senz'altro tu – 3:45 (Paolo Carta, Gatto Panceri, Nicola Costa)
3. Pony Express – 3:50 (Paolo Carta, Gatto Panceri)
4. Una storia così – 4:34 (Paolo Carta, Gatto Panceri, Nicola Costa)
5. Non siamo normali – 3:54 (Paolo Carta, Guido Morra)
6. Il posto per me – 4:25 (Paolo Carta, Guido Morra)
7. Sulla luna c'è – 4:28 (Paolo Carta, Gatto Panceri, Nicola Costa)
8. Un pensiero che si può ballare – 4:03 (Paolo Carta, Guido Morra, Nicola Costa)
9. Voglia di stare in silenzio – 3:38 (Paolo Carta, Guido Morra)
10. Nuovi giorni – 4:43 (Paolo Carta, Gatto Panceri)
11. Bentornato Gimmy – 3:52 (Paolo Carta, Gatto Panceri)

## Singoli
CDS - Sony Music Entertainment
1. Non si può dire mai... mai
2. Non siamo normali

CDS - Sony Music Entertainment
1. Un pensiero che non si può ballare
2. Un pensiero che non si può ballare (Instrumental)

## Formazione
- Paolo Carta - chitarra acustica, chitarra elettrica, voce, armonica, cori
- Nicola Costa - chitarra elettrica, chitarra acustica, cori
- Fabio Pignatelli - basso
- Alberto Bartoli - batteria
- Simone Prattico - batteria
- Francesco Puglisi - basso
- Marcello Surace - batteria
- Stefano Senesi - organo Hammond, pianoforte
- Claudia Arvati, Maurizio Carta - cori